# Anthropologie politique
L'anthropologie politique est une section de l'anthropologie qui étudie les processus de formation et de transformation des systèmes politiques des différents peuples du monde, considérant qu'elles sont liées aux structures des sociétés civiles.

## Définitions
L’anthropologie politique peut se définir comme étant une spécialisation de la recherche anthropologique.

## Généralités
L'anthropologie politique cherche à analyser la théorie de fonctionnement des différents systèmes politiques.
Selon Georges Balandier, l'anthropologie politique « tend à fonder une science du politique, envisageant l'homme sous la forme de l'homo politicus et recherchant les propriétés communes à toutes les organisations politiques reconnues dans leur diversité historique et géographique. ». Pour autant, l'anthropologie politique ne se confond nullement avec la science politique familière aussi bien des sociétés à État, que des sociétés sans État, des sociétés développant une science politique des sociétés codifiant leur savoir des relations de pouvoir selon une structure ne reconnaissant pas comme les nôtres de séparation entre les domaines d'activité,.
Cette étude s'appuie en premier lieu non pas sur l'analyse des fonctions remplies par les structures politiques, ni sur leur typologie, mais sur la dynamique résultant d'inégalités et de compétitions au sein d'une formation sociale.
Cette discipline cherche à comprendre l'origine des tensions et les conflits dans le monde, comment fonctionne les relations entre les peuples et les États, entre les gouvernants et les gouvernés, mais aussi l’émergence de nouvelles formes de pouvoir et de mobilisation.

## Histoire

### Origines
L'un des premiers textes d'anthropologie politique est le Traité du gouvernement d'Aristote.

### XXesiècle
Dans les 1950‑60 se développe l’école freudienne de Paris (EFP). Autour ces nouvelles structures de nombreux débats ont lieu.

## Types d'organisations

### Le pouvoir dans la parenté
Pour un article plus général, voir Parenté.

### Structures politiques

#### Le «Big Man»
La société à Big Man est une société qui regroupe entre 100 et 1 000 personnes. Ce type de société connaît une dimension territoriale, des délimitations de frontières. Ce sont des chasseurs, stockeurs, semi-sédentaires, voire des éleveurs/agriculteurs (en Nouvelle-Guinée occidentale). Ces sociétés possèdent des institutions politiques et juridiques autonomes, capables de s'adapter à diverses situations. Cet organe juridictionnel n'est pas moderne et est essentiellement basé sur le chef[source détournée]. Enfin, ces sociétés à Big man, sont composées de sous-groupes. On les rencontres essentiellement dans le Nord-Est de l'Amérique du Nord, en Californie, en Guyane, au Nigeria et en Papouasie.[réf. nécessaire]

#### Les systèmes étatiques
Des anthropologues ont infléchi la théorie juridique de la souveraineté en fondant leurs analyses de la légitimité du pouvoir sur l’étude des formes de la royauté ou de l’État.

##### Anti-étatisme libéral
Les libertariens et les libéraux sont opposés à l'étatisme pour plusieurs raisons.
D'après ces doctrines, le culte de l'État (statolâtrie) est un culte de la force, de la loi du plus fort, qui serait souvent source de désastre et de déguisement perfide. La plupart des actions de l'État auraient des effets négatifs (voir loi de Savas, loi de Bitur-Camember, interventionnisme, protectionnisme). Les effets positifs, attribués au service public, pourraient être obtenus sans l'action coercitive de l'État par des mécanismes volontaires[source insuffisante], ceux de la société civile ; même si certains effets positifs ne peuvent être obtenus par des mécanismes volontaires, les libertariens estiment que la fin ne peut justifier les moyens dans ces cas précis. L'étatisme chercherait son auto-justification dans des théories ad hoc[source insuffisante], telle que la théorie des biens publics, ou dans des affirmations qui tiendraient du sophisme par lesquelles il prétendrais représenter la société — sophismes dénoncés aussi bien par les libertariens que par certains philosophes :

« Les défenseurs de l’État, y compris les philosophes aristotéliciens et thomistes classiques, sont tombés dans cet énorme non sequitur qui consiste à sauter de la nécessité de la société à la nécessité de l’État. Alors qu’en fait, comme nous l’avons montré, l’État est un facteur anti-social qui empêche l’échange volontaire entre les hommes, la créativité individuelle et la division du travail. La «société» est une étiquette commode pour décrire la libre interaction entre les personnes dans les échanges volontaires. Il convient ici de rappeler la distinction éclairante établie par Albert Jay Nock entre le « pouvoir social », fruit de l’échange volontaire qui caractérise l’économie et la civilisation, et le “pouvoir étatique”, qui consiste dans l’interférence coercitive et l’exploitation de ces avantages. »

— Murray Rothbard, L'Éthique de la liberté (Chap. 24)

« L'État, c'est le plus froid de tous les monstres froids : il ment froidement et voici le mensonge qui rampe de sa bouche : “Moi, l'État, je suis le Peuple.” »

— Nietzsche

##### Pouvoir et société
Toutes les sociétés connues comportent des hiérarchies, des structures de pouvoir, même si elles ne sont pas toujours immédiatement visibles pour un observateur extérieur (d'une autre culture). Ces hiérarchies sont évidemment très variables. Il s'agira maintenant d'exposer les relations entre structures sociales et formes de pouvoir.
Distinguons dans un premier temps :
- Les hiérarchies elles-mêmes, en tant qu'elles distinguent des groupes sociaux en inférieurs et supérieurs suivant des critères tels que la richesse, le pouvoir et le prestige (cf. Max Weber).
- La symbolique des hiérarchies : par exemple, le mot hiérarchie signifie pouvoir sacré, ce qui laisse entendre (du moins dans notre langue) que l'autorité ou les principes d'ordonnancement d'une société seraient au fond d'origine religieuse. Par cette origine, les inégalités peuvent être perçues comme légitimes. Ce dernier point ne doit jamais être oublié par un lecteur occidental, même s'il va à l'encontre de ses propres valeurs, car cela interdirait la compréhension de certaines dimensions culturelles et politiques des hiérarchies.

#### Les inégalités dans les sociétés autres que humaines
Puisque l'anthropologie étudie l'humain en tant qu'« animal culturel », il est intéressant de comparer toutes les sociétés animales connues. De telles comparaisons doivent rester prudentes.
Le chimpanzé donne un exemple d'une société animale non-humaine comportant quelques degrés de hiérarchie. Les hiérarchies animales chez les vertébrés répondent généralement à ces trois besoins :
- recherche de la nourriture : priorité d'un ou de plusieurs individus de la société (pas nécessairement un mâle dominant) ;
- reproduction : par exemple, un mâle dominant se réserve des femelles ; dans certains cas (chez le lion), le mâle peut tuer les petits qu'une femelle a eu d'un autre mâle ;
- délimitation d'un territoire : la violation de ces délimitations peut donner lieu à des conflits entre groupes (p. ex. chez les chimpanzés).

Ces besoins conduisent donc parfois à des affrontements violents. Des hiérarchies sont constituées qui produisent en même temps des réactions signifiantes ; comportements de domination ou de soumission, etc. Il faut remarquer que les hiérarchies observées ne sont jamais très stables. C'est une des raisons pour lesquelles on ne doit pas exagérer la ressemblance entre ces hiérarchies et les hiérarchies humaines, et rester prudent : il entre dans les sociétés humaines des éléments autres que la force et qui permettent tout autant, si ce n'est plus efficacement, de constituer et de conserver des hiérarchies. Ces éléments sont surtout d'ordre symbolique.

#### Différences entre les sexes
Les différences naturelles entre hommes et femmes sont peut-être à l'origine de la répartition des rôles (en particulier pour le travail) ; pourtant ces rôles sont toujours socialement définis, ce qui implique que le féminin et le masculin ne sont pas définis biologiquement : il arrive que des femmes tiennent le rôle d'hommes et inversement. Si l'on considère l'ensemble des sociétés, on constate que beaucoup d'activités sont tantôt considérées comme féminines, tantôt comme masculines. Certaines fonctions sont néanmoins plus sexuées, pour des raisons plus ou moins naturelles : la chasse ou l'élevage sont surtout assurées par les hommes, la cueillette et les occupations domestiques comme le tissage par les femmes. Cela ne signifie pas cependant qu'une telle répartition implique nécessairement une domination masculine.
Cette domination masculine s'est imposée avec l'apparition du patriarcat il y a environ 7 000 ans et les femmes seront alors considérées comme des richesses dont la valeur propre est l'enfantement. Cela perdure largement dans les sociétés industrielles. Cette domination est sans doute originellement fondée par la force et la violence physiques, puis légitimée par l'imposition de formes symboliques de domination. Depuis lors, ce sont les formes symboliques du pouvoir patriarcal qui sont à l'œuvre. La fable du Livre des Anciens, tirée du livre La Magie d'Hénok est probablement un mythe contemporain qui reflète le mieux ce fait anthropologique, et pousse le raisonnement jusqu'à conclure que le fonctionnement anarchique et harmonieux d'un groupe est indissociable d'une société matriarcale. La femme y est associée à Seth, dieu égyptien du désordre social mais aussi fils de la Déesse, qu'elle soit Isis, Neith, Nun ou toute autre représentation archétypale de la femme. L'homme tel qu'il se conçoit aujourd'hui et se justifie lui-même dans ses cultures patriarcales y est associé à Horus, le dieu obsédé par l'ordre et le besoin de dominer per se[réf. nécessaire].
La légitimation de cette domination se fait par la valorisation des activités masculines et par des mythes où les femmes sont souvent représentées comme des êtres rebelles et tyranniques, d'où la nécessité de les soumettre à l'ordre social qu'elles menacent par leur nature irascible ou fluctuante. Cette conception de la femme est largement répandue dans l'antiquité gréco-latine et dans la société judéo-chrétienne : par exemple, à Rome, le proverbe dit : femina est mutabile : la femme est un être changeant ; en Grèce, le proverbe dit : la plus belle parure d'une femme, c'est son silence. Dans certaines sociétés traditionnelles, le « bavardage » des femmes est censé être un danger pour l'équilibre de la parole, parole qui dans la mythologie a souvent une valeur cosmique fondatrice.
Cette dévalorisation s'accompagne, selon Marcel Mauss, du fait que les femmes sont « crues magiciennes, dépositrices de pouvoirs, (…) réputées qualitativement différentes des hommes et douées de pouvoirs spécifiques ». La peur éprouvée par les hommes à l'égard du pouvoir réel ou supposé des femmes joue donc un grand rôle dans cette violence symbolique. Cette crainte peut être une crainte de l'homme face aux forces de la nature telles qu'elles s'expriment par exemple dans la fécondité. Les femmes peuvent alors être perçues comme plus proche de la nature et moins « civilisées » que les hommes, alors que c'est une conception symbolique qui leur impose ce statut à travers des structures de domination masculines. Cela n'empêche pas les hommes de concevoir paradoxalement (par opposition à cette valeur de fécondité, positive et fondamentale dans la parenté) les femmes comme des êtres maléfiques : « la femme c'est la mort ».
On trouve dans cette hiérarchie symbolique entre hommes et femmes un exemple paradigmatique de structuration du pouvoir : violence physique et légitimation par des pratiques et des discours qui imposent les valeurs du dominant. Il faut cependant éviter de concevoir cette domination comme un schéma simpliste qui opposerait des oppresseurs à des opprimés (au masculin, même dans notre exemple, car nous parlons de rôles sociaux qui peuvent en eux-mêmes être asexués). Un aspect important d'une hiérarchie, c'est que, s'imposant à tous, elle s'impose aussi à ceux qui sont jugés inférieurs ; ceux-ci peuvent donc se juger eux-mêmes d'après cette hiérarchie des valeurs. Mauss souligne ainsi que « la société, celle des hommes, nourrit à l'égard des femmes de forts sentiments sociaux que, de leur côté, elles respectent et même partagent ». Mais il resterait à étudier les rébellions des femmes dans les sociétés traditionnelles.

#### Différences entre les âges
Les différents âges de l'être humain forment une hiérarchie initiatique. Comme dans la socialisation des sexes, les aspects biologiques ne sont qu'un point de départ structurés et modifiés par des représentations culturelles. L'âge réel n'est donc pas nécessairement l'âge social. Ainsi les classes d'âge correspondent-elles à une communauté d'initiation où les individus n'ont pas nécessairement le même âge.
L'initiation consiste à devenir apte à remplir une fonction sociale : par exemple, le jeune homme prend le statut de guerrier, devient père, devient finalement un Ancien ; la jeune fille se marie, devient mère. Ces statuts sont moins marqués dans les sociétés industrielles, mais existent néanmoins.
Dans les sociétés traditionnelles, les vieillards occupent les places les plus hautes de la hiérarchie, et jouent parfois un rôle emportant dans le règlement des conflits en raison de leur sagesse pratique réelle ou supposée. Le pouvoir des Anciens peut être considérable : cette fonction donne par exemple le droit dans certaines sociétés d'administrer les rites, et le pouvoir politique des vieillards s'exprime par des conseils dont le roi n'est que le primus inter pares (exemple : la royauté à Rome). Ainsi, le mot latin « Sénat » vient de senex, vieillard, et seigneur vient de senior ; les Anciens ont également une part importante du pouvoir à Athènes, à Sparte (gérousie). Dans l'ensemble, les anciennes aristocraties sont des gérontocraties.
Il ne faut cependant pas trop simplifier cette conception. Par exemple, si le grand âge est respecté en Grèce antique, on voit dans l'Iliade que si les conseils du vieux Nestor sont toujours écoutés, ils ne sont jamais suivis par les jeunes guerriers, ce qui est exprimé par la réponse répétée : « c'est bien dit, vieillard, mais... » Homère laisse entrevoir les rivalités existantes entre classe d'âges : les jeunes gens sont impulsifs et irréfléchis, et il est nécessaire que les vieillards les contiennent par la force du droit.
En revanche, dans les sociétés où la nouveauté est une véritable valeur culturelle, le grand âge a le plus souvent des connotations négatives qui se trouvent également liées à l'occultation de la mort et de ses rituels.

#### Économie
- Macroéconomie: richesse, travail, moyens de production, échanges,
- Microéconomie: structuration des entreprises (voir management)
- Allocation des ressources: voir théorie des choix publics

#### Les formes de résistance au pouvoir
- Les femmes dans les sociétés traditionnelles
- Les inversions de hiérarchie
- L'exclusion
- La corruption
- Les formes alternatives et ordinaires de citoyenneté[12],[13],[14],[15],[16]

#### Notions
- Clan, Tribu, Ethnie, Peuple, Nation, État
- Diaspora
- Société lignagère, Société segmentaire
- Autochtone , Allochtone, Indigène, Aborigène
- Ethnogenèse, Ethnocide, Linguicide, Génocide culturel, Écocide
- Peuple autochtone
- Colonisation, Décolonisation

#### Droit
- Anthropologie juridique
- Savoirs traditionnels
- Droit des peuples autochtones (Déclaration des Nations unies sur les droits des peuples autochtones)
- Terra nullius, Doctrine de la découverte, Droit des peuples à disposer d'eux-mêmes

#### Études théoriques
- Études décoloniales, Études postcoloniales, Guerres de l'histoire

#### Généralités
- Anthropologie anarchiste
- Anthropologie, Anthropologie sociale et culturelle
- Psychologie politique
- Politologie des religions
- Pierre Clastres
- Liste des courants de l'anthropologie